# Pfarrkirche Ringelsdorf

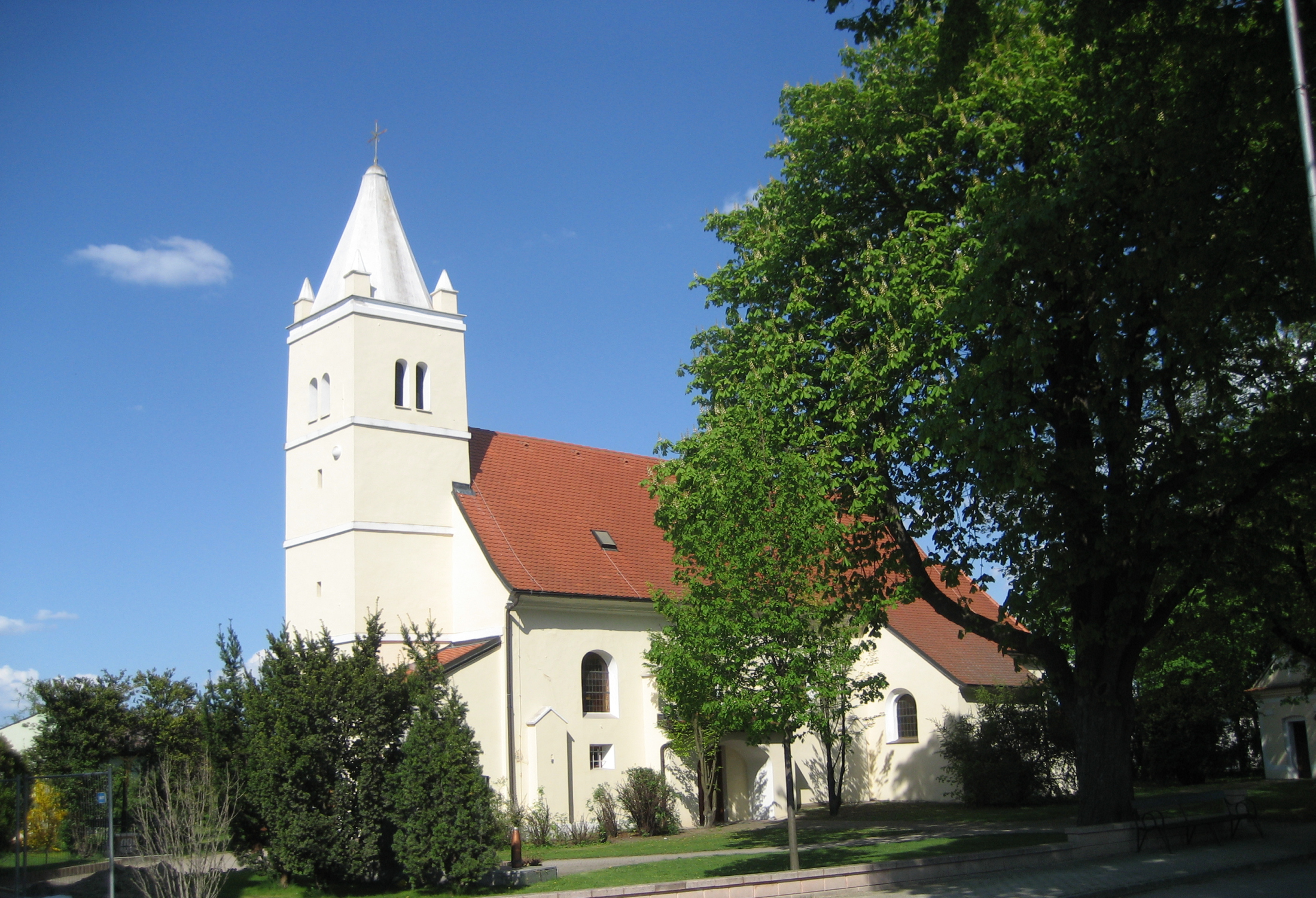
Pfarrkirche Hl. Dreifaltigkeit in Ringelsdorf

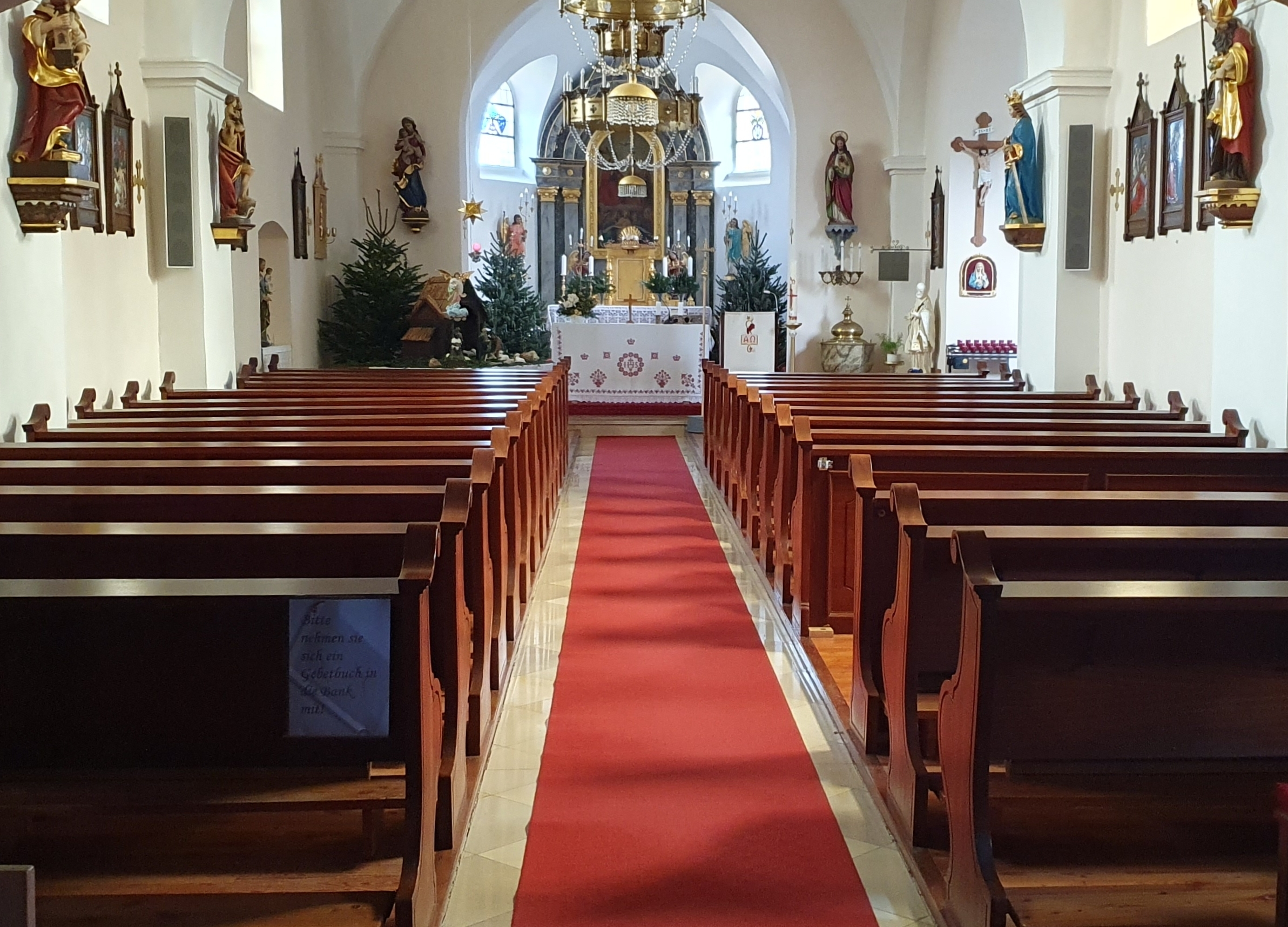
Innenansicht der Pfarrkirche Hl. Dreifaltigkeit in Ringelsdorf

Die römisch-katholische Pfarrkirche Ringelsdorf steht in der Ortschaft Ringelsdorf in der Gemeinde Ringelsdorf-Niederabsdorf im Bezirk Gänserndorf in Niederösterreich. Sie ist der Heiligsten Dreifaltigkeit geweiht und liegt im Dekanat Zistersdorf im Vikariat Unter dem Manhartsberg der Erzdiözese Wien. Das Bauwerk steht unter Denkmalschutz (Listeneintrag).

## Lagebeschreibung
Die Kirche steht in der Ortsmitte der Ortschaft Ringelsdorf und war früher von einem Friedhof umgeben.

## Geschichte
Das Langhaus und der Kirchturm stammen aus dem Jahr 1617. Die Pfarre wurde 1642 gegründet. 1692 erfolgte eine Neueinwölbung des Kirchenschiffes. Der Erweiterungsbau gegen Osten wurde 1860 gebaut.

## Architektur

### Kirchenäußeres
Die Kirche hat einen hohen, viergeschoßigen Kirchturm der dem Langhaus im Westen vorgestellt ist. Der Turm weist Kordongesimse auf. Die Schallfenster sind gekuppelt. Der Turm wird von einem oktogonalen, steinernen Pyramidenhelm bekrönt. Das langgezogene Langhaus weist Rundbogenfenster auf. Der Erweiterungsbau ist deutlich abgesetzt und etwas schmäler. Der Chor ist eingezogen und im Norden schließt ein Sakristeianbau an. An das Kirchenschiff schließt südlich ein weiterer Anbau an.

### Kircheninneres
Das Langhaus der Kirche ist dreijochig und stichkappentonnengewölbt. Das Gewölbe ruht auf flachen Wandvorlagen und einem umlaufenden Gesims. Die Orgelempore ist einteilig, die Brüstung leicht vorschwingend und putzfeldergegliedert. Die Orgelempore stammt aus dem Jahr 1780. Das Übergangsjoch hat einen quadratischen Grundriss und ist platzgewölbt. Der Chor ist etwas schmäler und gegenüber dem Langhaus etwas erhöht. Er ist einjochig und schließt im 3/8-Schluss. Darüber ist Tonnengewölbe mit Stichkappen. Nördlich schließt der platzlgewölbte Sakristeianbau an.

## Ausstattung
Der Hochaltar ist neoklassizistisch und stammt vom Anfang des 19. Jahrhunderts. Das Altarbild zeigt die Heilige Dreifaltigkeit und hängt über einer freistehenden Altarmensa. Der Seitenaltar aus der zweiten Hälfte des 19. Jahrhunderts ist schlicht gehalten. Auf dem Altar steht eine Marienstatue sowie ein Votivbild mit der Darstellung der Vierzehn Nothelfer aus dem Jahr 1849. Es stammt aus der ehemaligen Pestkapelle. Die Kreuzwegstationen vom Ende des 19. Jahrhunderts sind emailliert. Die barocke Statue des heiligen Johannes Nepomuk stammt aus der zweiten Hälfte des 18. Jahrhunderts. Die Orgel aus 1799 stammt von Gebrüder Brauner.

## Geläut
Die Glocke wurden 1775 von Franz Josef Scheichel gegossen.

## Friedhof
Auf dem Friedhof vis-a-vis der Kirche steht die Pestkapelle. Dieser ist ein schlichter Bau mit Dreiecksgiebel aus der ersten Hälfte des 19. Jahrhunderts. Das Biedermeierportal stammt aus dem zweiten Viertel des 19. Jahrhunderts.